# Mária Jasenčáková
Mária Jasenčáková (* 21. Oktober 1957 in Spišská Sobota) ist eine ehemalige slowakische Rennrodlerin und gegenwärtige Rennrodelfunktionärin. Zwischen 1980 und 1998 startete sie zunächst für die ČSSR und später die Slowakei bei fünf Olympischen Winterspielen.

## Leben
Jasenčáková startete für den Verein Tělovýchovná Jednota Vysoké Tatry. 1980 nahm sie in Lake Placid an ihren ersten Olympischen Spielen teil und wurde Neunte. Es folgten weitere Starts 1984 in Sarajevo und 1992 in Albertville mit den Plätzen 12 und 20. 1994 startete Jasenčáková  erstmals in Lillehammer für die Slowakei und belegte den 15. Platz, den sie auch 1998 in Nagano bei ihren fünften und letzten Spielen belegte.
Im Rennrodel-Weltcup belegte Jasenčáková vor allem in den 1980er Jahren häufig gute Platzierungen, so wurde sie in der Gesamtwertung der Saison 1980/81 Neunte und gewann 1982/83 und 1983/84 jeweils die Weltcup-Rennen in Imst. Sie war damit die Einzige Starterin, die in dieser Zeit den DDR-Rodlerinnen Steffi Martin, Ute Oberhoffner-Weiss und Bettina Schmidt Paroli bieten konnte. Nach den Spielen von 1998 beendete Jasenčáková ihre Karriere.
Nach ihrer aktiven Karriere wurde Jasenčáková Funktionärin. Von 2006 bis 2010 war sie Beisitzerin der Exekutive der Fédération Internationale de Luge de Course. Als Nachfolgerin von Maria-Luise Rainer ist sie seit 2010 Technische Delegierte Junioren Kunstbahn des Internationalen Rennrodelverbandes und damit verantwortlich für die Betreuung der Nachwuchswettbewerbe (Junioren- und Jugend-A-Weltcups, Junioren-Welt- und Kontinentalmeisterschaften, Olympische Jugend-Winterspiele) auf der Kunstbahn.

## Erfolge
Weltcupsiege im Einsitzer
| Nr. | Datum         | Ort  | Bahn           |
| --- | ------------- | ---- | -------------- |
| 1.  | 16. Jan. 1983 | Imst | Rodelbahn Imst |
| 2.  | 15. Jan. 1984 | Imst | Rodelbahn Imst |